# Riomètre

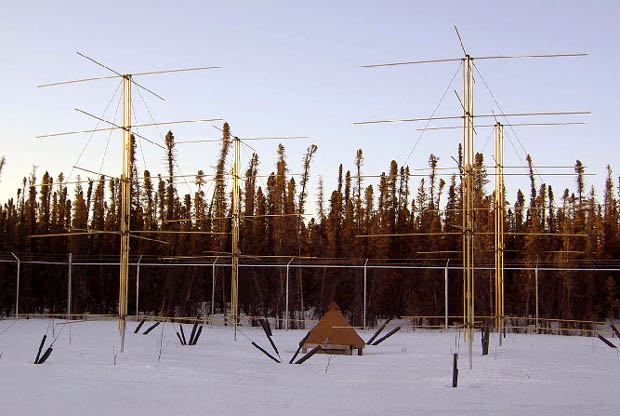
Antennes du riomètre de 30 MHz de la station HAARP.

Un riomètre (en anglais Relative ionospheric opacity meter mais originellement Relative Ionospheric Opacity Meter for Extra-Terrestrial Emissions of Radio noise) est un appareil communément utilisé pour mesurer l’opacité de l'ionosphère aux signaux radioélectriques. En l'absence de toute absorption ionosphérique, le bruit radioélectrique moyenné sur une période suffisamment longue, forme une courbe dite de « temps calme ». Une ionisation accrue dans l'ionosphère entraînera une absorption des signaux radio (terrestres et extraterrestres) et un écart par rapport à la courbe des jours calmes. La différence est un indicateur de la quantité d'absorption mesuré en décibels.
Les riomètres sont généralement des antennes radio passives fonctionnant dans la gamme de fréquences radio VHF (~30–40 MHz). Le rayonnement électromagnétique de cette fréquence est typiquement un rayonnement synchrotron galactique et est absorbé dans la région D de l’ionosphère terrestre.

## Histoire
Le riomètre a été mis au point au milieu des années 1950 par des scientifiques de l'Université d'Alaska qui étudiaient les effets des aurores boréales sur la propagation radioélectrique. En effet, les aurores causent parfois l'arrêt complet des télécommunications radio avec les avions de l'Arctique - un sujet de préoccupation considérable pour l'US Air Force à cette époque de tensions avec l'Union soviétique. Les riomètres sont encore utilisés aujourd'hui pour la recherche ionosphérique et sont généralement situés dans les zones polaires et sub-polaires.

## Description

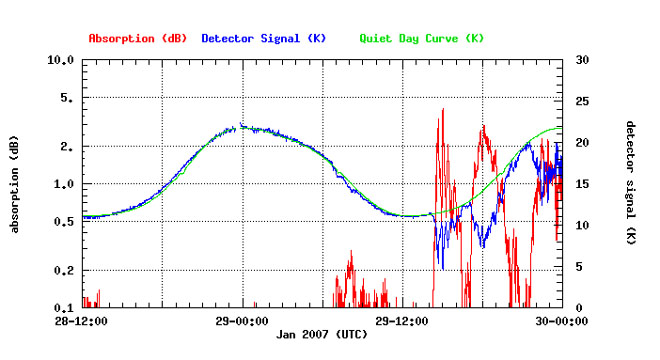
Graphique des données du riomètre VHF de HAARP du 28 janvier au 30 janvier, soit durant un événement d'absorption ionosphérique (en rouge) important.

Initialement, les riomètres étaient des détecteurs à faisceau large simples et mesuraient l’absorption du bruit cosmique (ABC). Des riomètres à faisceaux multiples ont également été développés, lesquels comportent plusieurs faisceaux étroits, généralement formés par une matrice de Butler sur un réseau d'antennes à commande de phase. Chaque faisceau forme son propre riomètre et dispose de sa propre détermination de la courbe par temps calme. Ces faisceaux individuels forment des pixels dans le ciel permettant de former des images simples d'absorption du bruit cosmique.
Plus récemment, l’interférométrie a été utilisée pour obtenir une imagerie ABC du ciel et de l’espace en continu. Il est également possible d’utiliser des riomètres pour observer plusieurs fréquences (typiquement entre 25 et 40 MHz). Une technique inverse peut être appliquée aux mesures pour déterminer non seulement l'absorption, mais également un modèle du contenu en électrons en fonction de la distance de vision